# Stazione di Miyazakidai
La stazione di Miyazakidai (宮崎台駅?, Miyazakidai-eki) è una stazione ferroviaria situata nel quartiere di Miyamae-ku, a Kawasaki, città giapponese della prefettura di Kanagawa. Essa è attraversata dalla linea Den-en-toshi della Tōkyū Corporation.

## Linee
Tōkyū Corporation
● Linea Tōkyū Den-en-toshi

## Struttura
La stazione, in superficie, possiede due marciapiedi laterali con un totale di due binari passanti.
| 1 | ● Linea Tōkyū Den-en-toshi |  | per Saginuma, Nagatsuta e Chūō-Rinkan                                                           |
| 2 | ● Linea Tōkyū Den-en-toshi |  | per Futako-Tamagawa, Shibuya e, via linea Hanzōmon, Oshiage e, via linea Tōbu Isesaki, Kasukabe |

## Stazioni adiacenti
| «                                 | Servizio                 | »                        |
| Linea Tōkyū Den-en-toshi          | Linea Tōkyū Den-en-toshi | Linea Tōkyū Den-en-toshi |
| --------------------------------- | ------------------------ | ------------------------ |
| Kajigaya                          | Locale                   | Miyamaedaira             |
| Tutti gli altri treni non fermano |                          |                          |